# Sydney FC
Sydney FC är en proffsklubb i fotboll från Sydney i Australien. Klubben spelar i den australiensiska proffsligan A-League sedan ligan startades upp 2005. Klubben har även ett damlag som spelar i den australiensiska proffsligan för damer A-League.
2012-2014 spelade Alessandro Del Piero i klubben. Han tjänade 13,5 miljoner SEK per säsong och blev då Australiens bäst betalda fotbollsspelare genom tiderna.

## Spelartrupp
| Nr | Land       | Pos | Namn                |
| -- | ---------- | --- | ------------------- |
| 1  | Australien | MV  | Andrew Redmayne     |
| 2  | Australien | F   | Aaron Calver        |
| 3  | Australien | F   | Ben Warland         |
| 4  | Australien | F   | Alex Wilkinson      |
| 6  | Australien | MF  | Joshua Brillante    |
| 7  | Australien | F   | Michael Zullo       |
| 8  | Australien | MF  | Paulo Retre         |
| 9  | Brasilien  | A   | Bobô                |
| 10 | Serbien    | MF  | Miloš Ninković      |
| 11 | Polen      | MF  | Adrian Mierzejewski |

| Nr | Land       | Pos | Namn                |
| -- | ---------- | --- | ------------------- |
| 12 | Portugal   | MF  | Fábio Ferreira      |
| 13 | Australien | MF  | Brandon O'Neill     |
| 14 | Australien | MF  | Alex Brosque        |
| 16 | Australien | MF  | Anthony Kalik       |
| 17 | Australien | MF  | David Carney        |
| 19 | Australien | A   | Chris Zuvela        |
| 20 | Australien | MV  | Alex Cisak          |
| 21 | Australien | A   | Charles Lokolingoy  |
| 23 | Australien | F   | Rhyan Grant         |
| 30 | Australien | MV  | Thomas Heward-Belle |

## Damlag
Sydney FCs damlag tävlar i A-League Women. De är det mest framgångsrika laget i ligan, med fem titlar i grundserien och fem grand finals.